# 青柳町停留場
青柳町停留場（日语：／ Aoyagichō teiryūjō */?）是一位於日本北海道函館市青柳町33番地先、21番地先，函館市交通局（函館市電）寶來、谷地頭線沿線的電車站。

## 歷史
- 1913年（大正2年）10月30日 - 開始營業。

## 車站構造
- 青柳町站擁有2個月台（側式月台）、2條電車路線（相反方向）。
- 2005年7月在往谷地頭方向車站設罝保護屏障。

## 車站周邊
- 函館西警察署青柳派出所
- 函館公園通郵政局長
- 函館市立青柳小學
- 函館公園
- 市立函館博物館
- 函館巴士「青柳町」站

## 相鄰停留場
函館市交通局（函館市電）
寶來、谷地頭線
寶來町（Y24）－青柳町（Y25）－谷地頭（Y26）

## 外部連結
- 車站情報 - 青柳町（日文）